# Dzsorógumo

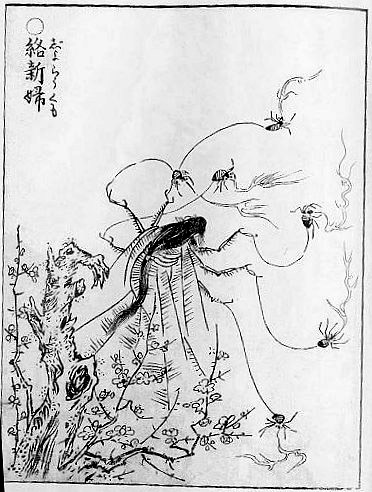
Dzsorógumo a Gazu Hyakki Yagyō-ból Toriyama Sekien-től.

A Dzsorógumo (japán kanji: 絡新婦, Hiragana: じょろうぐも) egyféle jókai, teremtmény, szellem vagy kobold. Át tud változni egy gyönyörű nővé, így a kandzsi az igazi jelentésének a 女郎蜘蛛 vagy "nő-pók", a 絡新婦 ("behálózó friss házas nő") csak egy dzsukudzsikun olvasata a kandzsinak. Toriyama Sekien – Gazu Hyakki Yagyō-ban egy póknőként van ábrázolva miközben kis tűzokádó pókokat irányít.   
A dzsorógumót kapcsolatba lehet hozni több pókfajjal is, mint a Nephila (arany selyemháló-szövő pók) vagy az Argiope pókok. Japán nyelvet beszélő entomológusok katakanával használják a Jorōgumo (ジョロウグモ) szót, hogy a Nephila clavata fajra utaljanak vele. 
A dzsorógumók magányos életet élnek, mint pók és mint jókai is. Amikor egy arany selyemháló-szövő pók eléri a 400 éves kort, marha méretűre nő, mágikus erőt szerez és elkezd embereket vadászni rovarok helyett. A fészkeiket barlangokba, erdőkbe vagy elhagyatott házakba építik. Ravasz, intelligens és kőszívű. Az embereket nem látják többnek, mint rovaroknak, amelyeken lakmározhatnak. Ügyes rászedők és még annál is jobb alakváltók, általában fiatal különösen gyönyörű nőként mutatkoznak meg. 
A dzsorógumo legkedveltebb áldozatai a fiatal, jóképű férfiak, akik szerelmet keresnek. Amikor egy dzsorógumo kiszemel egy férfit, akit ő szeretne, akkor azt meghívja házába, ezután ezeket a férfiakat általában soha többé nem látják. Olyan erős fonalat tudnak létrehozni, amely képes egy felnőtt férfit is elejteni úgy, hogy az nem tud kiszabadulni. Emellett erős mérgük is van, amely képes egy embert napról napra gyengébbé tenni, megadván ezzel a póknak az élvezetet, hogy áldozatai hosszú kínhalált szenvednek. Emellett náluknál kisebb pókokat is képesek irányítani, olyanokat is, amelyek tüzet tudnak okádani, hogy leégesse azoknak az otthonait, akik gyanút fognának rá. A dzsorógumo képes így évekig elélni, még egy nagyváros közepén is, míg fiatal férfiak csontvázainak százai halmozódnak fel házában.

## Történetek
Egy Edo-kori legenda azt mondja el a dzsorógumóról, hogy az egy pók, amely képes átalakulni egy gyönyörű nővé , majd elcsábít egy férfit, s azt egy elhagyatott kis kunyhóba csalogatja. Ott elkezd neki biván játszani. Amikor az áldozat figyelmét elvonja a hangszer szép dallama, addig ő körbefonja a férfit pókselyemmel, hogy megkezdhesse a következő lakomáját a gyanútlan egyénből. 
Magukat a dzsorógumókat általában rosszindulatúnak titulálják, de nem mindig van ez így, például Kasikobucsinál védőszellemként tisztelik, aki még az embereket is megmenti a vízbefulladástól.

### Tonoigusa
"Dolgok, Amiken Jobb Eltűnődni még Sürgető Időkben is" ("Kifunaru Toki mo, Shian Aru Beki Koto", 急なるときも、思案あるべき事) egy fiatal, 19-20 évesnek tűnő nő történetét meséli el, aki megjelenik egy ifjú harcosnak. A gyermeknek, amelyet visz eképpen szól: „Ő ott biztosan az apád. Menj oda és légy átkarolva!” ("arenaru ha tete ni temashimasu zo. Yukite idakare yo", あれなるは父にてましますぞ。行きて抱かれよ). A harcos átlát a cselen és rájön, hogy az egy jókai. Megtámadja kardjával, a nő pedig elmenekül a tetőtérbe. A következő nap találnak egy halott dzsorógumót 1-2 saku hosszúságban (japán láb (30,3-60,6 cm)) a padláson és még sok más ember holttestét, amelyeken a dzsorógumo lakmározott.

### Taihei Hyakumonogatari

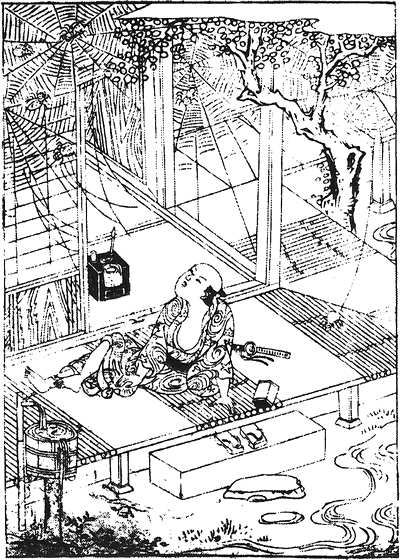
"Magoroku Jorōgumo ni Taburakasareshi Koto" (孫 六 女郎 蜘 に た ぶ ら か さ れ し 事) a Taihei Hyakumonogatari-ból

"Hogyan Szedte rá Magoroku-t egy Dzsorógumo" ("Magoroku Jorōgumo ni Taburakasareshi Koto", 孫六女郎蜘にたぶらかされし事) elmondja Magoroku történetét, miként is járt ő a dzsorógumóval, amikor szunyókált a verandán Takada-ban, az akkori Szakusu provinciában (a mai Okajama prefektúra része). Amikor már éppen elaludt volna, megjelent egy 50 év körüli nő. A nő azt mondta, hogy a lánya szemet vetett Magoroku-ra és elhívta őt a birtokára. Ott egy 16-17 éves lány megkérte, hogy vegye el őt feleségül. Mivel már házas volt, így elutasította, de a lány csak folytatta. Azt mondta, hogy Magoroku majdnem megölte az ő anyját két nappal ezelőtt, de mégis meglátogatta őt, és így nem hagyhatja az ő érzéseit semmiben. Az összezavarodott Magoroku elmenekült. A ház eltűnt miként szaladt és ismét a saját verandáján találta magát. Magoroku felesége ezután azt mondta neki, hogy egész idő alatt csak a verandán aludt, így az csakis egy álom lehetett. Magoroku körbenézett és megpillantott egy kis dzsoró pókot (Nephila clavata), amely egy vastag hálót szőtt az eresz körül. Megnyugodva, eszébe jutott, hogy két napja elkergetett egy pókot.

## Legendák területenként

### Az izui Dzsóren-vízesés
A Dzsóren-vízesésnél, Izu-ban (Sizuoka prefektúra) él a legenda szerint a vízesés dzsorógumo istennője. A helyi legenda szerint volt egyszer egy férfi, aki a vízesésnél pihent, amikor megjelent a dzsorógumo, és megpróbálta őt behúzni a vízesésbe azzal, hogy hálókat dobált a lábára. A férfi gyorsan átkötötte a hálót egy fatönkre, amelyet aztán a vízesésbe húzott a dzsorógumo ő helyette.
Ezután a falu lakói nem mertek a vízesés közelébe merészkedni többé. Aztán egy napon egy látogató favágó, akinek mindez ismeretlen volt, megpróbált kivágni egy fát, de véletlenül beleejtette a kedvenc fejszéjét a vízbe. Amikor le akart menni, hogy visszaszerezze fejszéjét, egy gyönyörű nő jelent meg és visszaszerezte neki a fejszét. „Soha nem mondhatod el senkinek, hogy mit láttál itt.” mondta. Eleinte titokban tartotta, de ahogy a napok teltek, úgy kezdett rajta eluralkodni az érzés, hogy elmondja valakinek. Végül egy banketten, amikor berúgott, elmondta az egész történetet. Megszabadulván terhétől és nyugalomban elment aludni, de soha többé nem kelt fel. Egy másik elmesélés szerint a favágót egy láthatatlan fonal kihúzta és a holttestét a másik napon találták meg a Dzsóren-vízesésnél a vízen lebegve.
Egy másik verzióban a favágó szerelembe esett egy nővel, akivel találkozott a vízesésnél. Mindennap meglátogatta őt, de minden egyes alkalommal fizikailag gyengült. Egy közeli templom osója (Buddhista pap) gyanította, hogy a favágót „elkábította a vízesés dzsorógumo istennője”, így hát elkísérte őt, hogy elénekeljenek egy szútrát. Amikor egy pókfonal a favágóért nyúlt az osó egy hatalmasat kiáltott, a pókfonal pedig eltűnt. Hiába tudva most már, hogy a nő egy dzsorógumo a favágó még mindig kitartott a nő mellett, és engedélyt kért a hegy tengujától, hogy összeházasodhasson vele. Amikor viszont a tengu megtagadta kérését, a favágó a vízeséshez szaladt, ahol a pókfonalak begabalyozták, és ő eltűnt a vízben.

### Kasikobucsi, Szendai
Több területen vannak legendák olyan emberekről, akiket be akartak húzni vízesésbe dzsorógumo által, és ugyanígy említvén a fatönköt is, mint kimenekülési terv. A Szendaiban található Kasikobucsiben is van egy legenda, mely azt mondja el, hogy egy hangot hallottak, amely azt mondta „okos, okos” („kashikoi, kashikoi”) miután a fatönköt a vízbe húzták. A legenda szerint innen kapta Kasikobucsi a nevét is. A kasikobucsii dzsorógumo nagy tiszteletnek örvendett, hogy elhárította a vízi katasztrófákat, és a mai napig is vannak építmények és egy kis torii, amelyekbe vésve van, hogy "Myōhō Kumo no Rei" (妙法蜘蛛之霊).
Volt egyszer egy angolna, amely a vízesés medrében élt és meglátogatott egy férfit, akit úgy hívtak, hogy Genbe, majd az angolna átváltozott egy gyönyörű nővé. Figyelmeztette a férfit, hogy a következő nap a nővel harcolni fog a dzsorógumo, amely ott él. Azt mondta a nő, hogy az ő ereje sehol sincs a dzsorógumoéhoz képest, és segítséget kért a férfitól. Genbe megígérte neki, hogy segít, de a következő napon megijedt és bezárkózott a házba. Az angolna elveszítette a harcot a dzsorógumo ellen, és Genbe belehalt az őrületbe.

## Modernkori feldolgozások
- Rosario + Vampire: Az egyik szörny, amellyel Moka-nak szembe kell szállnia egy dzsorógumo. Keito az, aki az Újság Klub vezetője.
- xxxHolic: Az egyik karakter szemét egy dzsorógumo ette meg. Emellett az animében is megjelenik.
- The Evil Within: Az egyik főgonosz egy dzsorógumo.
- Grimm: Az egyik részben szintén egy dzsorógumo ellen folyik a nyomozás.
- Ōkami: Az egyik főgonosz, amellyel Amateraszunak harcolnia kell egy dzsorógumo, amelyet Pók Királynőnek neveztek el.
- Nioh: A dzsorógumo itt is egy főgonosz szerepét tölti be.

## Lásd még
- Cucsigumo, egy másik pókszerű jókai a japán folklórban